# Cờ vua nguyên tử

Ăn quân trong cờ vua nguyên tử. Nxg7 gây ra một "vụ nổ" mà quân mã đang ăn, quân tốt bị ăn, và quân xe và tượng liền kề bị loại khỏi bàn cờ. Các quân tốt liền kề không bị ảnh hưởng.

Cờ vua nguyên tử (tiếng Anh: atomic chess) là một biến thể cờ vua. Luật cờ vua tiêu chuẩn được áp dụng , song tất cả các nước ăn dẫn đến một "vụ nổ" mà trong đó quân ăn, quân bị ăn, và tất cả quân không phải tốt xung quanh của hai bên bị loại khỏi bàn cờ . Vài biến thể bỏ đi quy tắc liên quan đến chiếu để quân vua có thể đi vào ô chiếu hoặc giữ trạng thái chiếu.

## Luật và các biến thể
Luật của cờ vua nguyên tử giống cờ vua thông thường với một vài sự khác biệt đáng chú ý liên quan đến việc ăn quân, chiếu và điều kiện giành thắng lợi.

### Ăn quân
Khi một sự ăn quân xảy ra, một vụ nổ được tạo ra trên ô đích của quân ăn. Vụ nổ này khiến quân ăn, quân bị ăn và tất cả quân không phải tốt liền kề bị loại khỏi bàn cờ. Ăn quân mà khiến vua của chính mình nổ bị coi là bất hợp lý; do đó vua không bao giờ được ăn.

### Chiếu
|   | a                                             | b                                             | c                                             | d                                             | e                                             | f                                             | g                                             | h                                             |   |
| 8 | a8 black king · b7 white rook · c4 white king | a8 black king · b7 white rook · c4 white king | a8 black king · b7 white rook · c4 white king | a8 black king · b7 white rook · c4 white king | a8 black king · b7 white rook · c4 white king | a8 black king · b7 white rook · c4 white king | a8 black king · b7 white rook · c4 white king | a8 black king · b7 white rook · c4 white king | 8 |
| 7 | a8 black king · b7 white rook · c4 white king | a8 black king · b7 white rook · c4 white king | a8 black king · b7 white rook · c4 white king | a8 black king · b7 white rook · c4 white king | a8 black king · b7 white rook · c4 white king | a8 black king · b7 white rook · c4 white king | a8 black king · b7 white rook · c4 white king | a8 black king · b7 white rook · c4 white king | 7 |
| 6 | a8 black king · b7 white rook · c4 white king | a8 black king · b7 white rook · c4 white king | a8 black king · b7 white rook · c4 white king | a8 black king · b7 white rook · c4 white king | a8 black king · b7 white rook · c4 white king | a8 black king · b7 white rook · c4 white king | a8 black king · b7 white rook · c4 white king | a8 black king · b7 white rook · c4 white king | 6 |
| 5 | a8 black king · b7 white rook · c4 white king | a8 black king · b7 white rook · c4 white king | a8 black king · b7 white rook · c4 white king | a8 black king · b7 white rook · c4 white king | a8 black king · b7 white rook · c4 white king | a8 black king · b7 white rook · c4 white king | a8 black king · b7 white rook · c4 white king | a8 black king · b7 white rook · c4 white king | 5 |
| 4 | a8 black king · b7 white rook · c4 white king | a8 black king · b7 white rook · c4 white king | a8 black king · b7 white rook · c4 white king | a8 black king · b7 white rook · c4 white king | a8 black king · b7 white rook · c4 white king | a8 black king · b7 white rook · c4 white king | a8 black king · b7 white rook · c4 white king | a8 black king · b7 white rook · c4 white king | 4 |
| 3 | a8 black king · b7 white rook · c4 white king | a8 black king · b7 white rook · c4 white king | a8 black king · b7 white rook · c4 white king | a8 black king · b7 white rook · c4 white king | a8 black king · b7 white rook · c4 white king | a8 black king · b7 white rook · c4 white king | a8 black king · b7 white rook · c4 white king | a8 black king · b7 white rook · c4 white king | 3 |
| 2 | a8 black king · b7 white rook · c4 white king | a8 black king · b7 white rook · c4 white king | a8 black king · b7 white rook · c4 white king | a8 black king · b7 white rook · c4 white king | a8 black king · b7 white rook · c4 white king | a8 black king · b7 white rook · c4 white king | a8 black king · b7 white rook · c4 white king | a8 black king · b7 white rook · c4 white king | 2 |
| 1 | a8 black king · b7 white rook · c4 white king | a8 black king · b7 white rook · c4 white king | a8 black king · b7 white rook · c4 white king | a8 black king · b7 white rook · c4 white king | a8 black king · b7 white rook · c4 white king | a8 black king · b7 white rook · c4 white king | a8 black king · b7 white rook · c4 white king | a8 black king · b7 white rook · c4 white king | 1 |
|   | a                                             | b                                             | c                                             | d                                             | e                                             | f                                             | g                                             | h                                             |   |

Mối đe dọa đến vua có thể trực tiếp hay gián tiếp. Chiếu là mối đe dọa trực tiếp và đôi lúc được gọi là "chiếu nguyên tử". Mối đe dọa gián tiếp là khi một người chơi dọa nổ vua bằng cách ăn quân liền kề. Trong đa số biến thể của cờ vua nguyên tử, người chơi buộc phải phản hồi khi bị chiếu như trong cờ thông thường —bằng cách đi vua khỏi bị chiếu, che nước chiếu hoặc loại bỏ quân đang chiếu —nhưng có một ngoại lệ là người chơi bị chiếu giành chiến thắng khi người chơi đó nổ lại vua người chơi đang chiếu.
Bởi vua không thể ăn, việc đưa hai vua đứng cạnh nhau là có thể mà không xảy ra chiếu hoặc để thoát chiếu. Trường hợp này thường xuyên diễn ra bởi một người chơi đang thua cờ để phòng thủ hóa quân vua của họ bên cạnh của đối phương trong cờ tàn để đỡ hoà. Tùy thuộc vào thế cờ, chiến lược này đôi khi tối ưu và cho phép bắt buộc hòa. Vào những thời điểm khác, người chơi có thể phản công bằng cách bắt buộc thắng ở thế cờ sao cho quân hoặc tốt có thể nổ cạnh vua của đối thủ mà không làm nổ vua của mình hoặc họ có thể buộc vua đối phương chạy bằng cách sử dụng vua của họ và những quân còn lại, điều này thường dẫn đến việc vua đang rút lui sẽ thua.
Biến thể của cờ vua nguyên tử tại Câu lạc bộ Cờ vua Internet là cái mà không thực sự thực thi việc chiếu, bất kỳ nước đều hợp lý, kể cả việc để vua bị ăn nước sau.

### Điều kiện chiến thắng
Trong mọi biến thể của cờ vua nguyên tử, người chơi thắng bằng việc nổ vua đối phương mà không nổ vua của chính mình. Điều này thường được thực hiện bằng cách ăn quân liền kề với vua đối phương hoặc đưa hậu bên cạnh vua chiếu hết do vua không thể ăn quân.
Trong những biến thể bắt buộc phản hồi khi bị chiếu, có thể xảy ra việc chiếu hết đối thủ để thắng, tạo ra một tình huống mà vua bị đe dọa trực tiếp và không thể đi một nước hợp lệ. Nó đôi khi được gọi là "chiếu hết nguyên tử". It is likewise possible for the game to end in stalemate if a king is not directly threatened and no legal moves are possible.
Khi luật liên quan đến chiếu không được thực thi, chỉ có thể thắng thông qua sự nổ tung của vua đối phương. Trong các biến thể không có chiếu, vua có thể bị buộc vào ô chiếu và do đó bị ăn thông qua zugzwang.

## Lịch sử
Vào năm 1995 Máy chủ Cờ vua Internet Đức (GICS) đã giới thiệu biến thể, dựa theo quy tắc một trong những người dùng thu thập được của bạn bè ngoại tuyến. Khá sớm sau khi được tích hợp vào Máy chủ Internet Hoang dã Trung Đông (MEWIS) và các máy chủ nhỏ hơn trước khi được thêm vào ở Chess Live and Câu lạc bộ Cờ vua Internet vào năm 2000, Máy chủ Cờ vua Internet Miễn phí vào 2003 và Lichess trong 2015. Nó đã được thêm vào Chess.com trong cuối năm 2020. Năm 2021, đã có 4,9 triệu ván cờ vua nguyên tử được chơi trên Lichess. Lichess cũng tổ chức một giải đấu 24 giờ tên là "Cách mạng Nguyên tử" với giải thưởng tiền mặt với 8 nghìn người đã tham gia vào phiên bản năm 2022.
Nó đã được sự chú ý nghiêm túc từ các Đại kiện tướng cờ vua với Andrew Tang đến được vòng tứ kết và Jeffery Xiong đến được bán kết của Giải cờ vua nguyên tử 2017 tổ chức trên Lichess, với việc cả hai bị loại bởi GM Arka50 đã thắng giải 2017, 2018 và 2020 where both got knocked out by GM Arka50 who has won the championship in 2017, 2018 and 2020 trong khi anh không tham gia phiên bản năm 2019 và 2021.

## Chiến thuật
Lợi thế của nước đi đầu tiên mà Trắng có được trong biến thể này lớn hơn nhiều so với cờ vua tiêu chuẩn. Song, không có nỗ lực nào để chứng minh chiến thắng cho Trắng thành công.
Hy sinh quân phổ biến hơn ở cờ via nguyên tử so với cờ thông thường. Ở khai cuộc và trung cuộc, việc trao đổi quân mục đích mở không gian để nắm thể chủ động là phổ biến.

### Khai cuộc
|   | a | b | c | d | e | f | g | h |   |
| 8 | a8 black rook · b8 black knight · c8 black bishop · d8 black queen · e8 black king · f8 black bishop · g8 black knight · h8 black rook · a7 black pawn · b7 black pawn · c7 black pawn · e7 black pawn · f7 black pawn · g7 black pawn · h7 black pawn · d5 black pawn · e5 white knight · a2 white pawn · b2 white pawn · c2 white pawn · d2 white pawn · e2 white pawn · f2 white pawn · g2 white pawn · h2 white pawn · a1 white rook · b1 white knight · c1 white bishop · d1 white queen · e1 white king · f1 white bishop · h1 white rook | a8 black rook · b8 black knight · c8 black bishop · d8 black queen · e8 black king · f8 black bishop · g8 black knight · h8 black rook · a7 black pawn · b7 black pawn · c7 black pawn · e7 black pawn · f7 black pawn · g7 black pawn · h7 black pawn · d5 black pawn · e5 white knight · a2 white pawn · b2 white pawn · c2 white pawn · d2 white pawn · e2 white pawn · f2 white pawn · g2 white pawn · h2 white pawn · a1 white rook · b1 white knight · c1 white bishop · d1 white queen · e1 white king · f1 white bishop · h1 white rook | a8 black rook · b8 black knight · c8 black bishop · d8 black queen · e8 black king · f8 black bishop · g8 black knight · h8 black rook · a7 black pawn · b7 black pawn · c7 black pawn · e7 black pawn · f7 black pawn · g7 black pawn · h7 black pawn · d5 black pawn · e5 white knight · a2 white pawn · b2 white pawn · c2 white pawn · d2 white pawn · e2 white pawn · f2 white pawn · g2 white pawn · h2 white pawn · a1 white rook · b1 white knight · c1 white bishop · d1 white queen · e1 white king · f1 white bishop · h1 white rook | a8 black rook · b8 black knight · c8 black bishop · d8 black queen · e8 black king · f8 black bishop · g8 black knight · h8 black rook · a7 black pawn · b7 black pawn · c7 black pawn · e7 black pawn · f7 black pawn · g7 black pawn · h7 black pawn · d5 black pawn · e5 white knight · a2 white pawn · b2 white pawn · c2 white pawn · d2 white pawn · e2 white pawn · f2 white pawn · g2 white pawn · h2 white pawn · a1 white rook · b1 white knight · c1 white bishop · d1 white queen · e1 white king · f1 white bishop · h1 white rook | a8 black rook · b8 black knight · c8 black bishop · d8 black queen · e8 black king · f8 black bishop · g8 black knight · h8 black rook · a7 black pawn · b7 black pawn · c7 black pawn · e7 black pawn · f7 black pawn · g7 black pawn · h7 black pawn · d5 black pawn · e5 white knight · a2 white pawn · b2 white pawn · c2 white pawn · d2 white pawn · e2 white pawn · f2 white pawn · g2 white pawn · h2 white pawn · a1 white rook · b1 white knight · c1 white bishop · d1 white queen · e1 white king · f1 white bishop · h1 white rook | a8 black rook · b8 black knight · c8 black bishop · d8 black queen · e8 black king · f8 black bishop · g8 black knight · h8 black rook · a7 black pawn · b7 black pawn · c7 black pawn · e7 black pawn · f7 black pawn · g7 black pawn · h7 black pawn · d5 black pawn · e5 white knight · a2 white pawn · b2 white pawn · c2 white pawn · d2 white pawn · e2 white pawn · f2 white pawn · g2 white pawn · h2 white pawn · a1 white rook · b1 white knight · c1 white bishop · d1 white queen · e1 white king · f1 white bishop · h1 white rook | a8 black rook · b8 black knight · c8 black bishop · d8 black queen · e8 black king · f8 black bishop · g8 black knight · h8 black rook · a7 black pawn · b7 black pawn · c7 black pawn · e7 black pawn · f7 black pawn · g7 black pawn · h7 black pawn · d5 black pawn · e5 white knight · a2 white pawn · b2 white pawn · c2 white pawn · d2 white pawn · e2 white pawn · f2 white pawn · g2 white pawn · h2 white pawn · a1 white rook · b1 white knight · c1 white bishop · d1 white queen · e1 white king · f1 white bishop · h1 white rook | a8 black rook · b8 black knight · c8 black bishop · d8 black queen · e8 black king · f8 black bishop · g8 black knight · h8 black rook · a7 black pawn · b7 black pawn · c7 black pawn · e7 black pawn · f7 black pawn · g7 black pawn · h7 black pawn · d5 black pawn · e5 white knight · a2 white pawn · b2 white pawn · c2 white pawn · d2 white pawn · e2 white pawn · f2 white pawn · g2 white pawn · h2 white pawn · a1 white rook · b1 white knight · c1 white bishop · d1 white queen · e1 white king · f1 white bishop · h1 white rook | 8 |
| 7 | a8 black rook · b8 black knight · c8 black bishop · d8 black queen · e8 black king · f8 black bishop · g8 black knight · h8 black rook · a7 black pawn · b7 black pawn · c7 black pawn · e7 black pawn · f7 black pawn · g7 black pawn · h7 black pawn · d5 black pawn · e5 white knight · a2 white pawn · b2 white pawn · c2 white pawn · d2 white pawn · e2 white pawn · f2 white pawn · g2 white pawn · h2 white pawn · a1 white rook · b1 white knight · c1 white bishop · d1 white queen · e1 white king · f1 white bishop · h1 white rook | a8 black rook · b8 black knight · c8 black bishop · d8 black queen · e8 black king · f8 black bishop · g8 black knight · h8 black rook · a7 black pawn · b7 black pawn · c7 black pawn · e7 black pawn · f7 black pawn · g7 black pawn · h7 black pawn · d5 black pawn · e5 white knight · a2 white pawn · b2 white pawn · c2 white pawn · d2 white pawn · e2 white pawn · f2 white pawn · g2 white pawn · h2 white pawn · a1 white rook · b1 white knight · c1 white bishop · d1 white queen · e1 white king · f1 white bishop · h1 white rook | a8 black rook · b8 black knight · c8 black bishop · d8 black queen · e8 black king · f8 black bishop · g8 black knight · h8 black rook · a7 black pawn · b7 black pawn · c7 black pawn · e7 black pawn · f7 black pawn · g7 black pawn · h7 black pawn · d5 black pawn · e5 white knight · a2 white pawn · b2 white pawn · c2 white pawn · d2 white pawn · e2 white pawn · f2 white pawn · g2 white pawn · h2 white pawn · a1 white rook · b1 white knight · c1 white bishop · d1 white queen · e1 white king · f1 white bishop · h1 white rook | a8 black rook · b8 black knight · c8 black bishop · d8 black queen · e8 black king · f8 black bishop · g8 black knight · h8 black rook · a7 black pawn · b7 black pawn · c7 black pawn · e7 black pawn · f7 black pawn · g7 black pawn · h7 black pawn · d5 black pawn · e5 white knight · a2 white pawn · b2 white pawn · c2 white pawn · d2 white pawn · e2 white pawn · f2 white pawn · g2 white pawn · h2 white pawn · a1 white rook · b1 white knight · c1 white bishop · d1 white queen · e1 white king · f1 white bishop · h1 white rook | a8 black rook · b8 black knight · c8 black bishop · d8 black queen · e8 black king · f8 black bishop · g8 black knight · h8 black rook · a7 black pawn · b7 black pawn · c7 black pawn · e7 black pawn · f7 black pawn · g7 black pawn · h7 black pawn · d5 black pawn · e5 white knight · a2 white pawn · b2 white pawn · c2 white pawn · d2 white pawn · e2 white pawn · f2 white pawn · g2 white pawn · h2 white pawn · a1 white rook · b1 white knight · c1 white bishop · d1 white queen · e1 white king · f1 white bishop · h1 white rook | a8 black rook · b8 black knight · c8 black bishop · d8 black queen · e8 black king · f8 black bishop · g8 black knight · h8 black rook · a7 black pawn · b7 black pawn · c7 black pawn · e7 black pawn · f7 black pawn · g7 black pawn · h7 black pawn · d5 black pawn · e5 white knight · a2 white pawn · b2 white pawn · c2 white pawn · d2 white pawn · e2 white pawn · f2 white pawn · g2 white pawn · h2 white pawn · a1 white rook · b1 white knight · c1 white bishop · d1 white queen · e1 white king · f1 white bishop · h1 white rook | a8 black rook · b8 black knight · c8 black bishop · d8 black queen · e8 black king · f8 black bishop · g8 black knight · h8 black rook · a7 black pawn · b7 black pawn · c7 black pawn · e7 black pawn · f7 black pawn · g7 black pawn · h7 black pawn · d5 black pawn · e5 white knight · a2 white pawn · b2 white pawn · c2 white pawn · d2 white pawn · e2 white pawn · f2 white pawn · g2 white pawn · h2 white pawn · a1 white rook · b1 white knight · c1 white bishop · d1 white queen · e1 white king · f1 white bishop · h1 white rook | a8 black rook · b8 black knight · c8 black bishop · d8 black queen · e8 black king · f8 black bishop · g8 black knight · h8 black rook · a7 black pawn · b7 black pawn · c7 black pawn · e7 black pawn · f7 black pawn · g7 black pawn · h7 black pawn · d5 black pawn · e5 white knight · a2 white pawn · b2 white pawn · c2 white pawn · d2 white pawn · e2 white pawn · f2 white pawn · g2 white pawn · h2 white pawn · a1 white rook · b1 white knight · c1 white bishop · d1 white queen · e1 white king · f1 white bishop · h1 white rook | 7 |
| 6 | a8 black rook · b8 black knight · c8 black bishop · d8 black queen · e8 black king · f8 black bishop · g8 black knight · h8 black rook · a7 black pawn · b7 black pawn · c7 black pawn · e7 black pawn · f7 black pawn · g7 black pawn · h7 black pawn · d5 black pawn · e5 white knight · a2 white pawn · b2 white pawn · c2 white pawn · d2 white pawn · e2 white pawn · f2 white pawn · g2 white pawn · h2 white pawn · a1 white rook · b1 white knight · c1 white bishop · d1 white queen · e1 white king · f1 white bishop · h1 white rook | a8 black rook · b8 black knight · c8 black bishop · d8 black queen · e8 black king · f8 black bishop · g8 black knight · h8 black rook · a7 black pawn · b7 black pawn · c7 black pawn · e7 black pawn · f7 black pawn · g7 black pawn · h7 black pawn · d5 black pawn · e5 white knight · a2 white pawn · b2 white pawn · c2 white pawn · d2 white pawn · e2 white pawn · f2 white pawn · g2 white pawn · h2 white pawn · a1 white rook · b1 white knight · c1 white bishop · d1 white queen · e1 white king · f1 white bishop · h1 white rook | a8 black rook · b8 black knight · c8 black bishop · d8 black queen · e8 black king · f8 black bishop · g8 black knight · h8 black rook · a7 black pawn · b7 black pawn · c7 black pawn · e7 black pawn · f7 black pawn · g7 black pawn · h7 black pawn · d5 black pawn · e5 white knight · a2 white pawn · b2 white pawn · c2 white pawn · d2 white pawn · e2 white pawn · f2 white pawn · g2 white pawn · h2 white pawn · a1 white rook · b1 white knight · c1 white bishop · d1 white queen · e1 white king · f1 white bishop · h1 white rook | a8 black rook · b8 black knight · c8 black bishop · d8 black queen · e8 black king · f8 black bishop · g8 black knight · h8 black rook · a7 black pawn · b7 black pawn · c7 black pawn · e7 black pawn · f7 black pawn · g7 black pawn · h7 black pawn · d5 black pawn · e5 white knight · a2 white pawn · b2 white pawn · c2 white pawn · d2 white pawn · e2 white pawn · f2 white pawn · g2 white pawn · h2 white pawn · a1 white rook · b1 white knight · c1 white bishop · d1 white queen · e1 white king · f1 white bishop · h1 white rook | a8 black rook · b8 black knight · c8 black bishop · d8 black queen · e8 black king · f8 black bishop · g8 black knight · h8 black rook · a7 black pawn · b7 black pawn · c7 black pawn · e7 black pawn · f7 black pawn · g7 black pawn · h7 black pawn · d5 black pawn · e5 white knight · a2 white pawn · b2 white pawn · c2 white pawn · d2 white pawn · e2 white pawn · f2 white pawn · g2 white pawn · h2 white pawn · a1 white rook · b1 white knight · c1 white bishop · d1 white queen · e1 white king · f1 white bishop · h1 white rook | a8 black rook · b8 black knight · c8 black bishop · d8 black queen · e8 black king · f8 black bishop · g8 black knight · h8 black rook · a7 black pawn · b7 black pawn · c7 black pawn · e7 black pawn · f7 black pawn · g7 black pawn · h7 black pawn · d5 black pawn · e5 white knight · a2 white pawn · b2 white pawn · c2 white pawn · d2 white pawn · e2 white pawn · f2 white pawn · g2 white pawn · h2 white pawn · a1 white rook · b1 white knight · c1 white bishop · d1 white queen · e1 white king · f1 white bishop · h1 white rook | a8 black rook · b8 black knight · c8 black bishop · d8 black queen · e8 black king · f8 black bishop · g8 black knight · h8 black rook · a7 black pawn · b7 black pawn · c7 black pawn · e7 black pawn · f7 black pawn · g7 black pawn · h7 black pawn · d5 black pawn · e5 white knight · a2 white pawn · b2 white pawn · c2 white pawn · d2 white pawn · e2 white pawn · f2 white pawn · g2 white pawn · h2 white pawn · a1 white rook · b1 white knight · c1 white bishop · d1 white queen · e1 white king · f1 white bishop · h1 white rook | a8 black rook · b8 black knight · c8 black bishop · d8 black queen · e8 black king · f8 black bishop · g8 black knight · h8 black rook · a7 black pawn · b7 black pawn · c7 black pawn · e7 black pawn · f7 black pawn · g7 black pawn · h7 black pawn · d5 black pawn · e5 white knight · a2 white pawn · b2 white pawn · c2 white pawn · d2 white pawn · e2 white pawn · f2 white pawn · g2 white pawn · h2 white pawn · a1 white rook · b1 white knight · c1 white bishop · d1 white queen · e1 white king · f1 white bishop · h1 white rook | 6 |
| 5 | a8 black rook · b8 black knight · c8 black bishop · d8 black queen · e8 black king · f8 black bishop · g8 black knight · h8 black rook · a7 black pawn · b7 black pawn · c7 black pawn · e7 black pawn · f7 black pawn · g7 black pawn · h7 black pawn · d5 black pawn · e5 white knight · a2 white pawn · b2 white pawn · c2 white pawn · d2 white pawn · e2 white pawn · f2 white pawn · g2 white pawn · h2 white pawn · a1 white rook · b1 white knight · c1 white bishop · d1 white queen · e1 white king · f1 white bishop · h1 white rook | a8 black rook · b8 black knight · c8 black bishop · d8 black queen · e8 black king · f8 black bishop · g8 black knight · h8 black rook · a7 black pawn · b7 black pawn · c7 black pawn · e7 black pawn · f7 black pawn · g7 black pawn · h7 black pawn · d5 black pawn · e5 white knight · a2 white pawn · b2 white pawn · c2 white pawn · d2 white pawn · e2 white pawn · f2 white pawn · g2 white pawn · h2 white pawn · a1 white rook · b1 white knight · c1 white bishop · d1 white queen · e1 white king · f1 white bishop · h1 white rook | a8 black rook · b8 black knight · c8 black bishop · d8 black queen · e8 black king · f8 black bishop · g8 black knight · h8 black rook · a7 black pawn · b7 black pawn · c7 black pawn · e7 black pawn · f7 black pawn · g7 black pawn · h7 black pawn · d5 black pawn · e5 white knight · a2 white pawn · b2 white pawn · c2 white pawn · d2 white pawn · e2 white pawn · f2 white pawn · g2 white pawn · h2 white pawn · a1 white rook · b1 white knight · c1 white bishop · d1 white queen · e1 white king · f1 white bishop · h1 white rook | a8 black rook · b8 black knight · c8 black bishop · d8 black queen · e8 black king · f8 black bishop · g8 black knight · h8 black rook · a7 black pawn · b7 black pawn · c7 black pawn · e7 black pawn · f7 black pawn · g7 black pawn · h7 black pawn · d5 black pawn · e5 white knight · a2 white pawn · b2 white pawn · c2 white pawn · d2 white pawn · e2 white pawn · f2 white pawn · g2 white pawn · h2 white pawn · a1 white rook · b1 white knight · c1 white bishop · d1 white queen · e1 white king · f1 white bishop · h1 white rook | a8 black rook · b8 black knight · c8 black bishop · d8 black queen · e8 black king · f8 black bishop · g8 black knight · h8 black rook · a7 black pawn · b7 black pawn · c7 black pawn · e7 black pawn · f7 black pawn · g7 black pawn · h7 black pawn · d5 black pawn · e5 white knight · a2 white pawn · b2 white pawn · c2 white pawn · d2 white pawn · e2 white pawn · f2 white pawn · g2 white pawn · h2 white pawn · a1 white rook · b1 white knight · c1 white bishop · d1 white queen · e1 white king · f1 white bishop · h1 white rook | a8 black rook · b8 black knight · c8 black bishop · d8 black queen · e8 black king · f8 black bishop · g8 black knight · h8 black rook · a7 black pawn · b7 black pawn · c7 black pawn · e7 black pawn · f7 black pawn · g7 black pawn · h7 black pawn · d5 black pawn · e5 white knight · a2 white pawn · b2 white pawn · c2 white pawn · d2 white pawn · e2 white pawn · f2 white pawn · g2 white pawn · h2 white pawn · a1 white rook · b1 white knight · c1 white bishop · d1 white queen · e1 white king · f1 white bishop · h1 white rook | a8 black rook · b8 black knight · c8 black bishop · d8 black queen · e8 black king · f8 black bishop · g8 black knight · h8 black rook · a7 black pawn · b7 black pawn · c7 black pawn · e7 black pawn · f7 black pawn · g7 black pawn · h7 black pawn · d5 black pawn · e5 white knight · a2 white pawn · b2 white pawn · c2 white pawn · d2 white pawn · e2 white pawn · f2 white pawn · g2 white pawn · h2 white pawn · a1 white rook · b1 white knight · c1 white bishop · d1 white queen · e1 white king · f1 white bishop · h1 white rook | a8 black rook · b8 black knight · c8 black bishop · d8 black queen · e8 black king · f8 black bishop · g8 black knight · h8 black rook · a7 black pawn · b7 black pawn · c7 black pawn · e7 black pawn · f7 black pawn · g7 black pawn · h7 black pawn · d5 black pawn · e5 white knight · a2 white pawn · b2 white pawn · c2 white pawn · d2 white pawn · e2 white pawn · f2 white pawn · g2 white pawn · h2 white pawn · a1 white rook · b1 white knight · c1 white bishop · d1 white queen · e1 white king · f1 white bishop · h1 white rook | 5 |
| 4 | a8 black rook · b8 black knight · c8 black bishop · d8 black queen · e8 black king · f8 black bishop · g8 black knight · h8 black rook · a7 black pawn · b7 black pawn · c7 black pawn · e7 black pawn · f7 black pawn · g7 black pawn · h7 black pawn · d5 black pawn · e5 white knight · a2 white pawn · b2 white pawn · c2 white pawn · d2 white pawn · e2 white pawn · f2 white pawn · g2 white pawn · h2 white pawn · a1 white rook · b1 white knight · c1 white bishop · d1 white queen · e1 white king · f1 white bishop · h1 white rook | a8 black rook · b8 black knight · c8 black bishop · d8 black queen · e8 black king · f8 black bishop · g8 black knight · h8 black rook · a7 black pawn · b7 black pawn · c7 black pawn · e7 black pawn · f7 black pawn · g7 black pawn · h7 black pawn · d5 black pawn · e5 white knight · a2 white pawn · b2 white pawn · c2 white pawn · d2 white pawn · e2 white pawn · f2 white pawn · g2 white pawn · h2 white pawn · a1 white rook · b1 white knight · c1 white bishop · d1 white queen · e1 white king · f1 white bishop · h1 white rook | a8 black rook · b8 black knight · c8 black bishop · d8 black queen · e8 black king · f8 black bishop · g8 black knight · h8 black rook · a7 black pawn · b7 black pawn · c7 black pawn · e7 black pawn · f7 black pawn · g7 black pawn · h7 black pawn · d5 black pawn · e5 white knight · a2 white pawn · b2 white pawn · c2 white pawn · d2 white pawn · e2 white pawn · f2 white pawn · g2 white pawn · h2 white pawn · a1 white rook · b1 white knight · c1 white bishop · d1 white queen · e1 white king · f1 white bishop · h1 white rook | a8 black rook · b8 black knight · c8 black bishop · d8 black queen · e8 black king · f8 black bishop · g8 black knight · h8 black rook · a7 black pawn · b7 black pawn · c7 black pawn · e7 black pawn · f7 black pawn · g7 black pawn · h7 black pawn · d5 black pawn · e5 white knight · a2 white pawn · b2 white pawn · c2 white pawn · d2 white pawn · e2 white pawn · f2 white pawn · g2 white pawn · h2 white pawn · a1 white rook · b1 white knight · c1 white bishop · d1 white queen · e1 white king · f1 white bishop · h1 white rook | a8 black rook · b8 black knight · c8 black bishop · d8 black queen · e8 black king · f8 black bishop · g8 black knight · h8 black rook · a7 black pawn · b7 black pawn · c7 black pawn · e7 black pawn · f7 black pawn · g7 black pawn · h7 black pawn · d5 black pawn · e5 white knight · a2 white pawn · b2 white pawn · c2 white pawn · d2 white pawn · e2 white pawn · f2 white pawn · g2 white pawn · h2 white pawn · a1 white rook · b1 white knight · c1 white bishop · d1 white queen · e1 white king · f1 white bishop · h1 white rook | a8 black rook · b8 black knight · c8 black bishop · d8 black queen · e8 black king · f8 black bishop · g8 black knight · h8 black rook · a7 black pawn · b7 black pawn · c7 black pawn · e7 black pawn · f7 black pawn · g7 black pawn · h7 black pawn · d5 black pawn · e5 white knight · a2 white pawn · b2 white pawn · c2 white pawn · d2 white pawn · e2 white pawn · f2 white pawn · g2 white pawn · h2 white pawn · a1 white rook · b1 white knight · c1 white bishop · d1 white queen · e1 white king · f1 white bishop · h1 white rook | a8 black rook · b8 black knight · c8 black bishop · d8 black queen · e8 black king · f8 black bishop · g8 black knight · h8 black rook · a7 black pawn · b7 black pawn · c7 black pawn · e7 black pawn · f7 black pawn · g7 black pawn · h7 black pawn · d5 black pawn · e5 white knight · a2 white pawn · b2 white pawn · c2 white pawn · d2 white pawn · e2 white pawn · f2 white pawn · g2 white pawn · h2 white pawn · a1 white rook · b1 white knight · c1 white bishop · d1 white queen · e1 white king · f1 white bishop · h1 white rook | a8 black rook · b8 black knight · c8 black bishop · d8 black queen · e8 black king · f8 black bishop · g8 black knight · h8 black rook · a7 black pawn · b7 black pawn · c7 black pawn · e7 black pawn · f7 black pawn · g7 black pawn · h7 black pawn · d5 black pawn · e5 white knight · a2 white pawn · b2 white pawn · c2 white pawn · d2 white pawn · e2 white pawn · f2 white pawn · g2 white pawn · h2 white pawn · a1 white rook · b1 white knight · c1 white bishop · d1 white queen · e1 white king · f1 white bishop · h1 white rook | 4 |
| 3 | a8 black rook · b8 black knight · c8 black bishop · d8 black queen · e8 black king · f8 black bishop · g8 black knight · h8 black rook · a7 black pawn · b7 black pawn · c7 black pawn · e7 black pawn · f7 black pawn · g7 black pawn · h7 black pawn · d5 black pawn · e5 white knight · a2 white pawn · b2 white pawn · c2 white pawn · d2 white pawn · e2 white pawn · f2 white pawn · g2 white pawn · h2 white pawn · a1 white rook · b1 white knight · c1 white bishop · d1 white queen · e1 white king · f1 white bishop · h1 white rook | a8 black rook · b8 black knight · c8 black bishop · d8 black queen · e8 black king · f8 black bishop · g8 black knight · h8 black rook · a7 black pawn · b7 black pawn · c7 black pawn · e7 black pawn · f7 black pawn · g7 black pawn · h7 black pawn · d5 black pawn · e5 white knight · a2 white pawn · b2 white pawn · c2 white pawn · d2 white pawn · e2 white pawn · f2 white pawn · g2 white pawn · h2 white pawn · a1 white rook · b1 white knight · c1 white bishop · d1 white queen · e1 white king · f1 white bishop · h1 white rook | a8 black rook · b8 black knight · c8 black bishop · d8 black queen · e8 black king · f8 black bishop · g8 black knight · h8 black rook · a7 black pawn · b7 black pawn · c7 black pawn · e7 black pawn · f7 black pawn · g7 black pawn · h7 black pawn · d5 black pawn · e5 white knight · a2 white pawn · b2 white pawn · c2 white pawn · d2 white pawn · e2 white pawn · f2 white pawn · g2 white pawn · h2 white pawn · a1 white rook · b1 white knight · c1 white bishop · d1 white queen · e1 white king · f1 white bishop · h1 white rook | a8 black rook · b8 black knight · c8 black bishop · d8 black queen · e8 black king · f8 black bishop · g8 black knight · h8 black rook · a7 black pawn · b7 black pawn · c7 black pawn · e7 black pawn · f7 black pawn · g7 black pawn · h7 black pawn · d5 black pawn · e5 white knight · a2 white pawn · b2 white pawn · c2 white pawn · d2 white pawn · e2 white pawn · f2 white pawn · g2 white pawn · h2 white pawn · a1 white rook · b1 white knight · c1 white bishop · d1 white queen · e1 white king · f1 white bishop · h1 white rook | a8 black rook · b8 black knight · c8 black bishop · d8 black queen · e8 black king · f8 black bishop · g8 black knight · h8 black rook · a7 black pawn · b7 black pawn · c7 black pawn · e7 black pawn · f7 black pawn · g7 black pawn · h7 black pawn · d5 black pawn · e5 white knight · a2 white pawn · b2 white pawn · c2 white pawn · d2 white pawn · e2 white pawn · f2 white pawn · g2 white pawn · h2 white pawn · a1 white rook · b1 white knight · c1 white bishop · d1 white queen · e1 white king · f1 white bishop · h1 white rook | a8 black rook · b8 black knight · c8 black bishop · d8 black queen · e8 black king · f8 black bishop · g8 black knight · h8 black rook · a7 black pawn · b7 black pawn · c7 black pawn · e7 black pawn · f7 black pawn · g7 black pawn · h7 black pawn · d5 black pawn · e5 white knight · a2 white pawn · b2 white pawn · c2 white pawn · d2 white pawn · e2 white pawn · f2 white pawn · g2 white pawn · h2 white pawn · a1 white rook · b1 white knight · c1 white bishop · d1 white queen · e1 white king · f1 white bishop · h1 white rook | a8 black rook · b8 black knight · c8 black bishop · d8 black queen · e8 black king · f8 black bishop · g8 black knight · h8 black rook · a7 black pawn · b7 black pawn · c7 black pawn · e7 black pawn · f7 black pawn · g7 black pawn · h7 black pawn · d5 black pawn · e5 white knight · a2 white pawn · b2 white pawn · c2 white pawn · d2 white pawn · e2 white pawn · f2 white pawn · g2 white pawn · h2 white pawn · a1 white rook · b1 white knight · c1 white bishop · d1 white queen · e1 white king · f1 white bishop · h1 white rook | a8 black rook · b8 black knight · c8 black bishop · d8 black queen · e8 black king · f8 black bishop · g8 black knight · h8 black rook · a7 black pawn · b7 black pawn · c7 black pawn · e7 black pawn · f7 black pawn · g7 black pawn · h7 black pawn · d5 black pawn · e5 white knight · a2 white pawn · b2 white pawn · c2 white pawn · d2 white pawn · e2 white pawn · f2 white pawn · g2 white pawn · h2 white pawn · a1 white rook · b1 white knight · c1 white bishop · d1 white queen · e1 white king · f1 white bishop · h1 white rook | 3 |
| 2 | a8 black rook · b8 black knight · c8 black bishop · d8 black queen · e8 black king · f8 black bishop · g8 black knight · h8 black rook · a7 black pawn · b7 black pawn · c7 black pawn · e7 black pawn · f7 black pawn · g7 black pawn · h7 black pawn · d5 black pawn · e5 white knight · a2 white pawn · b2 white pawn · c2 white pawn · d2 white pawn · e2 white pawn · f2 white pawn · g2 white pawn · h2 white pawn · a1 white rook · b1 white knight · c1 white bishop · d1 white queen · e1 white king · f1 white bishop · h1 white rook | a8 black rook · b8 black knight · c8 black bishop · d8 black queen · e8 black king · f8 black bishop · g8 black knight · h8 black rook · a7 black pawn · b7 black pawn · c7 black pawn · e7 black pawn · f7 black pawn · g7 black pawn · h7 black pawn · d5 black pawn · e5 white knight · a2 white pawn · b2 white pawn · c2 white pawn · d2 white pawn · e2 white pawn · f2 white pawn · g2 white pawn · h2 white pawn · a1 white rook · b1 white knight · c1 white bishop · d1 white queen · e1 white king · f1 white bishop · h1 white rook | a8 black rook · b8 black knight · c8 black bishop · d8 black queen · e8 black king · f8 black bishop · g8 black knight · h8 black rook · a7 black pawn · b7 black pawn · c7 black pawn · e7 black pawn · f7 black pawn · g7 black pawn · h7 black pawn · d5 black pawn · e5 white knight · a2 white pawn · b2 white pawn · c2 white pawn · d2 white pawn · e2 white pawn · f2 white pawn · g2 white pawn · h2 white pawn · a1 white rook · b1 white knight · c1 white bishop · d1 white queen · e1 white king · f1 white bishop · h1 white rook | a8 black rook · b8 black knight · c8 black bishop · d8 black queen · e8 black king · f8 black bishop · g8 black knight · h8 black rook · a7 black pawn · b7 black pawn · c7 black pawn · e7 black pawn · f7 black pawn · g7 black pawn · h7 black pawn · d5 black pawn · e5 white knight · a2 white pawn · b2 white pawn · c2 white pawn · d2 white pawn · e2 white pawn · f2 white pawn · g2 white pawn · h2 white pawn · a1 white rook · b1 white knight · c1 white bishop · d1 white queen · e1 white king · f1 white bishop · h1 white rook | a8 black rook · b8 black knight · c8 black bishop · d8 black queen · e8 black king · f8 black bishop · g8 black knight · h8 black rook · a7 black pawn · b7 black pawn · c7 black pawn · e7 black pawn · f7 black pawn · g7 black pawn · h7 black pawn · d5 black pawn · e5 white knight · a2 white pawn · b2 white pawn · c2 white pawn · d2 white pawn · e2 white pawn · f2 white pawn · g2 white pawn · h2 white pawn · a1 white rook · b1 white knight · c1 white bishop · d1 white queen · e1 white king · f1 white bishop · h1 white rook | a8 black rook · b8 black knight · c8 black bishop · d8 black queen · e8 black king · f8 black bishop · g8 black knight · h8 black rook · a7 black pawn · b7 black pawn · c7 black pawn · e7 black pawn · f7 black pawn · g7 black pawn · h7 black pawn · d5 black pawn · e5 white knight · a2 white pawn · b2 white pawn · c2 white pawn · d2 white pawn · e2 white pawn · f2 white pawn · g2 white pawn · h2 white pawn · a1 white rook · b1 white knight · c1 white bishop · d1 white queen · e1 white king · f1 white bishop · h1 white rook | a8 black rook · b8 black knight · c8 black bishop · d8 black queen · e8 black king · f8 black bishop · g8 black knight · h8 black rook · a7 black pawn · b7 black pawn · c7 black pawn · e7 black pawn · f7 black pawn · g7 black pawn · h7 black pawn · d5 black pawn · e5 white knight · a2 white pawn · b2 white pawn · c2 white pawn · d2 white pawn · e2 white pawn · f2 white pawn · g2 white pawn · h2 white pawn · a1 white rook · b1 white knight · c1 white bishop · d1 white queen · e1 white king · f1 white bishop · h1 white rook | a8 black rook · b8 black knight · c8 black bishop · d8 black queen · e8 black king · f8 black bishop · g8 black knight · h8 black rook · a7 black pawn · b7 black pawn · c7 black pawn · e7 black pawn · f7 black pawn · g7 black pawn · h7 black pawn · d5 black pawn · e5 white knight · a2 white pawn · b2 white pawn · c2 white pawn · d2 white pawn · e2 white pawn · f2 white pawn · g2 white pawn · h2 white pawn · a1 white rook · b1 white knight · c1 white bishop · d1 white queen · e1 white king · f1 white bishop · h1 white rook | 2 |
| 1 | a8 black rook · b8 black knight · c8 black bishop · d8 black queen · e8 black king · f8 black bishop · g8 black knight · h8 black rook · a7 black pawn · b7 black pawn · c7 black pawn · e7 black pawn · f7 black pawn · g7 black pawn · h7 black pawn · d5 black pawn · e5 white knight · a2 white pawn · b2 white pawn · c2 white pawn · d2 white pawn · e2 white pawn · f2 white pawn · g2 white pawn · h2 white pawn · a1 white rook · b1 white knight · c1 white bishop · d1 white queen · e1 white king · f1 white bishop · h1 white rook | a8 black rook · b8 black knight · c8 black bishop · d8 black queen · e8 black king · f8 black bishop · g8 black knight · h8 black rook · a7 black pawn · b7 black pawn · c7 black pawn · e7 black pawn · f7 black pawn · g7 black pawn · h7 black pawn · d5 black pawn · e5 white knight · a2 white pawn · b2 white pawn · c2 white pawn · d2 white pawn · e2 white pawn · f2 white pawn · g2 white pawn · h2 white pawn · a1 white rook · b1 white knight · c1 white bishop · d1 white queen · e1 white king · f1 white bishop · h1 white rook | a8 black rook · b8 black knight · c8 black bishop · d8 black queen · e8 black king · f8 black bishop · g8 black knight · h8 black rook · a7 black pawn · b7 black pawn · c7 black pawn · e7 black pawn · f7 black pawn · g7 black pawn · h7 black pawn · d5 black pawn · e5 white knight · a2 white pawn · b2 white pawn · c2 white pawn · d2 white pawn · e2 white pawn · f2 white pawn · g2 white pawn · h2 white pawn · a1 white rook · b1 white knight · c1 white bishop · d1 white queen · e1 white king · f1 white bishop · h1 white rook | a8 black rook · b8 black knight · c8 black bishop · d8 black queen · e8 black king · f8 black bishop · g8 black knight · h8 black rook · a7 black pawn · b7 black pawn · c7 black pawn · e7 black pawn · f7 black pawn · g7 black pawn · h7 black pawn · d5 black pawn · e5 white knight · a2 white pawn · b2 white pawn · c2 white pawn · d2 white pawn · e2 white pawn · f2 white pawn · g2 white pawn · h2 white pawn · a1 white rook · b1 white knight · c1 white bishop · d1 white queen · e1 white king · f1 white bishop · h1 white rook | a8 black rook · b8 black knight · c8 black bishop · d8 black queen · e8 black king · f8 black bishop · g8 black knight · h8 black rook · a7 black pawn · b7 black pawn · c7 black pawn · e7 black pawn · f7 black pawn · g7 black pawn · h7 black pawn · d5 black pawn · e5 white knight · a2 white pawn · b2 white pawn · c2 white pawn · d2 white pawn · e2 white pawn · f2 white pawn · g2 white pawn · h2 white pawn · a1 white rook · b1 white knight · c1 white bishop · d1 white queen · e1 white king · f1 white bishop · h1 white rook | a8 black rook · b8 black knight · c8 black bishop · d8 black queen · e8 black king · f8 black bishop · g8 black knight · h8 black rook · a7 black pawn · b7 black pawn · c7 black pawn · e7 black pawn · f7 black pawn · g7 black pawn · h7 black pawn · d5 black pawn · e5 white knight · a2 white pawn · b2 white pawn · c2 white pawn · d2 white pawn · e2 white pawn · f2 white pawn · g2 white pawn · h2 white pawn · a1 white rook · b1 white knight · c1 white bishop · d1 white queen · e1 white king · f1 white bishop · h1 white rook | a8 black rook · b8 black knight · c8 black bishop · d8 black queen · e8 black king · f8 black bishop · g8 black knight · h8 black rook · a7 black pawn · b7 black pawn · c7 black pawn · e7 black pawn · f7 black pawn · g7 black pawn · h7 black pawn · d5 black pawn · e5 white knight · a2 white pawn · b2 white pawn · c2 white pawn · d2 white pawn · e2 white pawn · f2 white pawn · g2 white pawn · h2 white pawn · a1 white rook · b1 white knight · c1 white bishop · d1 white queen · e1 white king · f1 white bishop · h1 white rook | a8 black rook · b8 black knight · c8 black bishop · d8 black queen · e8 black king · f8 black bishop · g8 black knight · h8 black rook · a7 black pawn · b7 black pawn · c7 black pawn · e7 black pawn · f7 black pawn · g7 black pawn · h7 black pawn · d5 black pawn · e5 white knight · a2 white pawn · b2 white pawn · c2 white pawn · d2 white pawn · e2 white pawn · f2 white pawn · g2 white pawn · h2 white pawn · a1 white rook · b1 white knight · c1 white bishop · d1 white queen · e1 white king · f1 white bishop · h1 white rook | 1 |
|   | a | b | c | d | e | f | g | h |   |

Trắng có thế chủ động trong cờ vua nguyên tử, và nhiều khai cuộc bắt đầu bằng một nỗ lực nhanh chóng để nổ tốt d,e hay f của đen, do đó vua đen cũng bị nổ. Bởi lý do này, khai cuộc của cờ vua nguyên tử đầy rẫy các cạm bẫy, và đen có thể cần phản hồi đúng đắn để phòng thủ. Một số bẫy phổ biến bắt đầu với 1.Nf3 cùng với Ng5 hoặc Ne5, buộc đen bắt đầu với 1...f6 để duy trì sự cân bằng. Những ván cờ được chơi bởi người chơi có kinh nghiệm đi theo nhiều quy tắc khai cuộc thông thường hơn, như Bản mẫu:Chessgloss, kiểm soát Bản mẫu:Chessgloss, và lợi Bản mẫu:Chessgloss.

### Tàn cuộc
|   | a                                                                              | b                                                                              | c                                                                              | d                                                                              | e                                                                              | f                                                                              | g                                                                              | h                                                                              |   |
| 8 | b6 white queen · a5 black pawn · a4 white pawn · c3 white king · d3 black king | b6 white queen · a5 black pawn · a4 white pawn · c3 white king · d3 black king | b6 white queen · a5 black pawn · a4 white pawn · c3 white king · d3 black king | b6 white queen · a5 black pawn · a4 white pawn · c3 white king · d3 black king | b6 white queen · a5 black pawn · a4 white pawn · c3 white king · d3 black king | b6 white queen · a5 black pawn · a4 white pawn · c3 white king · d3 black king | b6 white queen · a5 black pawn · a4 white pawn · c3 white king · d3 black king | b6 white queen · a5 black pawn · a4 white pawn · c3 white king · d3 black king | 8 |
| 7 | b6 white queen · a5 black pawn · a4 white pawn · c3 white king · d3 black king | b6 white queen · a5 black pawn · a4 white pawn · c3 white king · d3 black king | b6 white queen · a5 black pawn · a4 white pawn · c3 white king · d3 black king | b6 white queen · a5 black pawn · a4 white pawn · c3 white king · d3 black king | b6 white queen · a5 black pawn · a4 white pawn · c3 white king · d3 black king | b6 white queen · a5 black pawn · a4 white pawn · c3 white king · d3 black king | b6 white queen · a5 black pawn · a4 white pawn · c3 white king · d3 black king | b6 white queen · a5 black pawn · a4 white pawn · c3 white king · d3 black king | 7 |
| 6 | b6 white queen · a5 black pawn · a4 white pawn · c3 white king · d3 black king | b6 white queen · a5 black pawn · a4 white pawn · c3 white king · d3 black king | b6 white queen · a5 black pawn · a4 white pawn · c3 white king · d3 black king | b6 white queen · a5 black pawn · a4 white pawn · c3 white king · d3 black king | b6 white queen · a5 black pawn · a4 white pawn · c3 white king · d3 black king | b6 white queen · a5 black pawn · a4 white pawn · c3 white king · d3 black king | b6 white queen · a5 black pawn · a4 white pawn · c3 white king · d3 black king | b6 white queen · a5 black pawn · a4 white pawn · c3 white king · d3 black king | 6 |
| 5 | b6 white queen · a5 black pawn · a4 white pawn · c3 white king · d3 black king | b6 white queen · a5 black pawn · a4 white pawn · c3 white king · d3 black king | b6 white queen · a5 black pawn · a4 white pawn · c3 white king · d3 black king | b6 white queen · a5 black pawn · a4 white pawn · c3 white king · d3 black king | b6 white queen · a5 black pawn · a4 white pawn · c3 white king · d3 black king | b6 white queen · a5 black pawn · a4 white pawn · c3 white king · d3 black king | b6 white queen · a5 black pawn · a4 white pawn · c3 white king · d3 black king | b6 white queen · a5 black pawn · a4 white pawn · c3 white king · d3 black king | 5 |
| 4 | b6 white queen · a5 black pawn · a4 white pawn · c3 white king · d3 black king | b6 white queen · a5 black pawn · a4 white pawn · c3 white king · d3 black king | b6 white queen · a5 black pawn · a4 white pawn · c3 white king · d3 black king | b6 white queen · a5 black pawn · a4 white pawn · c3 white king · d3 black king | b6 white queen · a5 black pawn · a4 white pawn · c3 white king · d3 black king | b6 white queen · a5 black pawn · a4 white pawn · c3 white king · d3 black king | b6 white queen · a5 black pawn · a4 white pawn · c3 white king · d3 black king | b6 white queen · a5 black pawn · a4 white pawn · c3 white king · d3 black king | 4 |
| 3 | b6 white queen · a5 black pawn · a4 white pawn · c3 white king · d3 black king | b6 white queen · a5 black pawn · a4 white pawn · c3 white king · d3 black king | b6 white queen · a5 black pawn · a4 white pawn · c3 white king · d3 black king | b6 white queen · a5 black pawn · a4 white pawn · c3 white king · d3 black king | b6 white queen · a5 black pawn · a4 white pawn · c3 white king · d3 black king | b6 white queen · a5 black pawn · a4 white pawn · c3 white king · d3 black king | b6 white queen · a5 black pawn · a4 white pawn · c3 white king · d3 black king | b6 white queen · a5 black pawn · a4 white pawn · c3 white king · d3 black king | 3 |
| 2 | b6 white queen · a5 black pawn · a4 white pawn · c3 white king · d3 black king | b6 white queen · a5 black pawn · a4 white pawn · c3 white king · d3 black king | b6 white queen · a5 black pawn · a4 white pawn · c3 white king · d3 black king | b6 white queen · a5 black pawn · a4 white pawn · c3 white king · d3 black king | b6 white queen · a5 black pawn · a4 white pawn · c3 white king · d3 black king | b6 white queen · a5 black pawn · a4 white pawn · c3 white king · d3 black king | b6 white queen · a5 black pawn · a4 white pawn · c3 white king · d3 black king | b6 white queen · a5 black pawn · a4 white pawn · c3 white king · d3 black king | 2 |
| 1 | b6 white queen · a5 black pawn · a4 white pawn · c3 white king · d3 black king | b6 white queen · a5 black pawn · a4 white pawn · c3 white king · d3 black king | b6 white queen · a5 black pawn · a4 white pawn · c3 white king · d3 black king | b6 white queen · a5 black pawn · a4 white pawn · c3 white king · d3 black king | b6 white queen · a5 black pawn · a4 white pawn · c3 white king · d3 black king | b6 white queen · a5 black pawn · a4 white pawn · c3 white king · d3 black king | b6 white queen · a5 black pawn · a4 white pawn · c3 white king · d3 black king | b6 white queen · a5 black pawn · a4 white pawn · c3 white king · d3 black king | 1 |
|   | a                                                                              | b                                                                              | c                                                                              | d                                                                              | e                                                                              | f                                                                              | g                                                                              | h                                                                              |   |

1.Kc4 Kd4 2.Kb5+ Kc5 3.Ka6+ Kb5 4.Ka7+ Ka6 5.Qxa5#
Đen buộc phải giữ sự kết nối hoặc quân hậu sẽ truy đuổi và chiếu hết.
Giống như lý thuyết khai cuộc, một lượng nhỏ lý thuyết cờ tàn và phân tích đã được xuất bản bởi các người chơi chuyên nghiệp.
Một tình huống phổ biến trong cờ tàn là có hai vua đứng liền kề nhau. Do một người chơi không được cố ý nổ vua của chính họ, vua không bao giờ có thể ăn quân khác. Cũng như vậy, bởi vì mọi sự ăn quân ảnh hưởng đến mọi ô liền kề, một quân vua không thể ăn quân trực tiếp nếu nó cũng hủy diệt vua bên kia. Di chuyển vua bên cạnh của bên kia do đó là một chiến thuật để cầu hòa. Người chơi với lợi thế cần phải điều động quân đến một thế cờ mà trong đó, một quân không phải vua đứng cạnh một vua mà không phải vua bên kia có thể bị ăn. Nếu không có quân nào có thể bị ăn, người chơi với lợi thế có thể phong cấp 2 quân tốt và ép đối thủ rơi vào thế zugzwang và do đó ép vua đối phương đi khỏi vua của họ. Sử dụng zugzwang một cách sáng tạo là một chiến thuật phổ biến để bắt buộc thắng trong những tình huống như vậy.
Biến thể của cờ vua nguyên tử của Câu lạc bộ Cờ vua Internet bỏ qua hoàn toàn việc chiếu, và do đó dẫn đến nhiều kết quả khác tring những tình huống cụ thể. Giả sử, cờ tàn Vua và xe đấu với Vua hòa dưới hoàn cảnh bình thường có thể biến thành chiến thắng bắt buộc.